# Пожога (річка)
Пожога (пол. Pożoga (potok)) — гірська річка в Польщі, у Суському й Новотарзькому повітах Малопольського воєводства. Ліва притока Скави, (басейн Балтійського моря).

## Опис
Довжина річки приблизно 6,93 км, найкоротша відстань між витоком і гирлом — 5,70 км, коефіцієнт звивистості річки — 1,22.

## Розташування
Бере початок на південно-західній околиці села Топожисько на висоті 600 м (ґміна Йорданув). Тече переважно на південний схід і у селі Спитковіце впадає у річку Скаву, праву притоку Вісли.